# عملاق ساطع

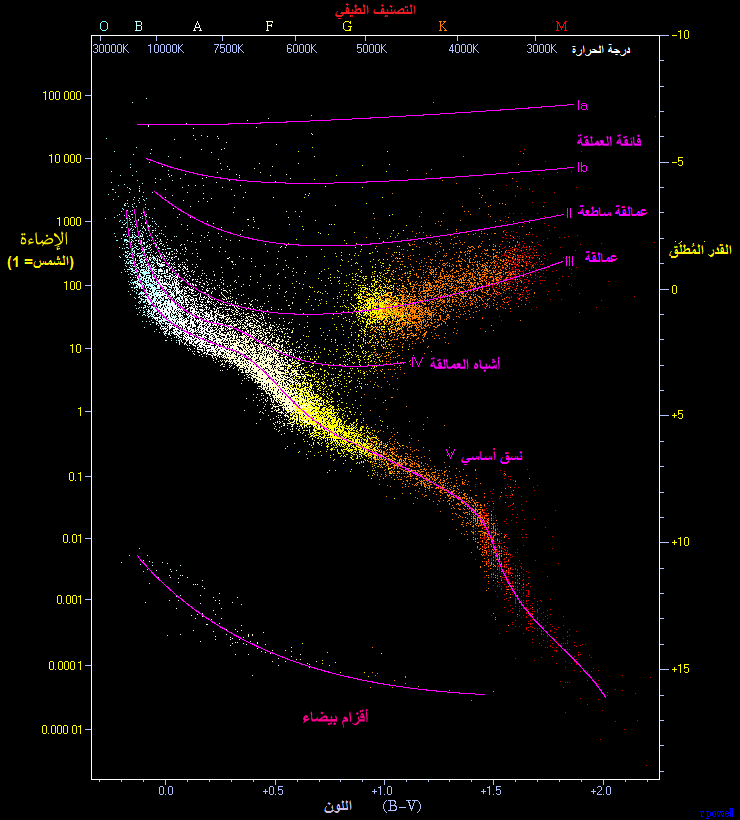
اتجاه السهم يشير إلى قدر مطلق

عملاق ساطع (بالإنجليزي: Bright giant) هي نجوم شديدة الضيائية ولكن بدرجة أقل من ضيائية عملاق ضخم لذلك هي تحتل المركز الثاني في تصنيف يركس الطيفي, تنتشر بين عملاق ضخم و نجم عملاق.
أشهر نجوم هذا التصنيف :
•	العذارى: ذو ضيائية بيضاء مزرقة من الفئة الطيفية B
•	فرقد: ذو ضيائية بيضاء من الفئة الطيفية A
•	العقرب:ذو ضيائية بيضاء من الفئة الطيفية F
•	سعد الذابح:ذو ضيائية صفراء مائلة للبياض من الفئة الطيفية G
•	الفرد : ذو ضيائية برتقالية من الفئة الطيفية K
•	رأس الجاثي :ذو ضيائية حمراء من الفئة الطيفية M